# Carlo Allioni
Carlo Allioni (23. září 1728 Turín – 30. července 1804 tamtéž) byl italský lékař a botanik.
Vyučoval botaniku na berlínské univerzitě a vedl botanickou zahradu v Turíně.

## Dílo
Jeho nejvýznamnějším dílem bylo Flora Pedemontana, sive enumeratio methodica stirpium indigenarum Pedemontii, popis rostlinstva v Piemontu, s 2813 rostlinnými druhy, z toho 237 dosud neznámými. Roku 1766 vydal Manipulus Insectorum Tauriniensium.
- Rariorum Pedemontii stirpium. Specimen primum, 1755
- Stirpium preaecipuarium littoris et agri nicaeensis enumeratio methodica, 1757
- Flora Pedemontana, sive enumeratio methodica stirpium indigenarum Pedemontii, 1785
- Auctuarium ad Floram pedemontanam …, 1789

Švédský botanik Carl von Linné po něm pojmenoval rod Allionia z čeledi Nyctaginaceae. Tyto čtyři druhy nesou jeho jméno:
- Arabis allionii
- Jovibarba allioni
- Primula allioni
- Veronica allionii